# Trakai (hrad)
Trakai (litevsky Trakų pilis, polsky zamek w Trokach) je hrad ve stejnojmenném městečku, asi 28 kilometrů západně od litevského hlavního města Vilniusu.

## Historie

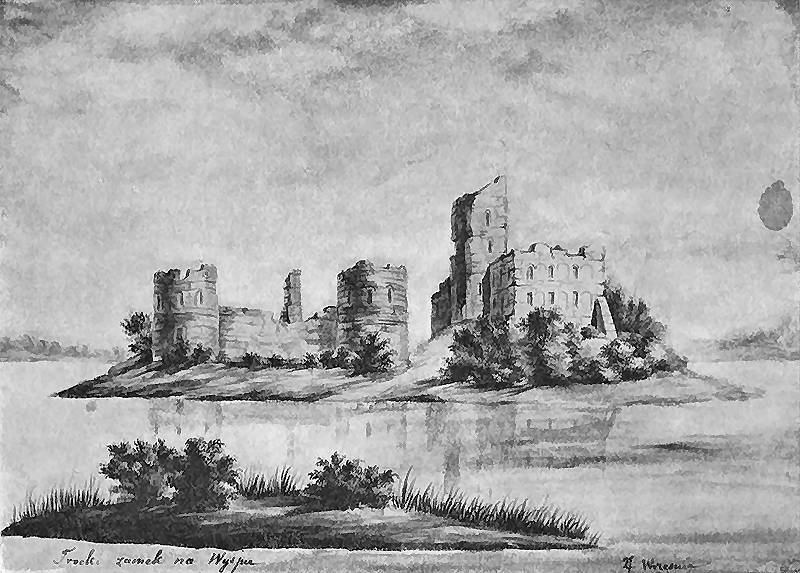
Zřícenina hradu Trakai, skica od Napoleona Ordy z doby kolem roku 1877

Historie hradu začíná ve 13. století, kdy se křižáci řádu německých rytířů a livonského řádu snažili ovládnout území dnešní Litevské republiky. Litevský kníže Gediminas si v roce 1321 zvolil tuto bažinatou oblast ke stavbě hradu, kam přenesl své sídlo z Kernavė. Tento hrad stával asi tři kilometry jihovýchodně od nynějšího města, v místě, zvaném dnes Senieji Trakai (Staré Trakai). Nedlouho nato (1323) Gediminas založil další hrad a nové hlavní město Vilnius. Na Trakai se vrátil až Gediminasův syn Kęstutis.
V roce 1337 se poprvé připomínají Naujieji Trakai (Nové Trakai) v dnešní poloze na poloostrově mezi jezery. Křižáci tehdy hrad nedobyli, vypálili jen město a odtáhli. Na ochranu před dalšími útoky byl systém opevnění přebudován a sestával ze dvou nových hradů. První, Pusiašalio pilis (Poloostrovní hrad), z něhož se dochovaly pouze zbytky hradeb, nechal vybudovat kníže Kęstutis na poloostrově jako předsunutou pevnost sloužící k obraně a druhý vnitřní hrad Šalos pilis (Ostrovní hrad) přímo na ostrově v jezeře Galvė. Ostrovní hrad nechal začátkem 15. století velkokníže Vytautas přebudovat na obytnou rezidenci litevských panovníků.
V 16. století začal hrad Trakai ztrácet na významu a do popředí se dostal Vilnius, v té době jedno z velkých evropských měst. V 18. století byl hrad přeměněn ve vězení a nakonec byl pobořen a zachovaly se pouze zbytky věží a hradeb.
Od počátku 20. století začala být na základě archeologických výzkumů a historických dokladů připravována kompletní rekonstrukce hradu do podoby z 15. století. Za polské vlády v letech 1929 až 1939 se podařilo obnovit část hradu, dostavba pokračovala i po druhé světové válce za vlády sovětské (s přerušením v roce 1961, které zavinila kampaň proti „glorifikaci feudální minulosti“). Rekonstrukce byla dovršena počátkem devadesátých let dvacátého století.
Za vstupní branou se rozkládá zámecký dvůr, vlevo bývaly kasematy se zbrojnicí a sklady, později i vězení. Po padacím mostě se přejde na nádvoří, odkud se po dřevěných schodech dostaneme do jednotlivých místností. V hradě je zřízeno muzeum historie a současnosti Trakai ukazující život šlechty a místních nevolníků.